# Archives de la construction moderne
Die Archives de la construction moderne sind eine Schweizer Dokumentationsstelle für die Neuere Architektur. Das Archiv ist eine Institution der Bau- und Architekturfakultät (französisch Faculté de l’environnement naturel, architectural et construit ENAC) der nationalen Hochschule École polytechnique fédérale de Lausanne (EPFL) und befindet sich im Campus Dorigny beim Genfersee.
Es ist als Kulturgut von nationaler Bedeutung verzeichnet.

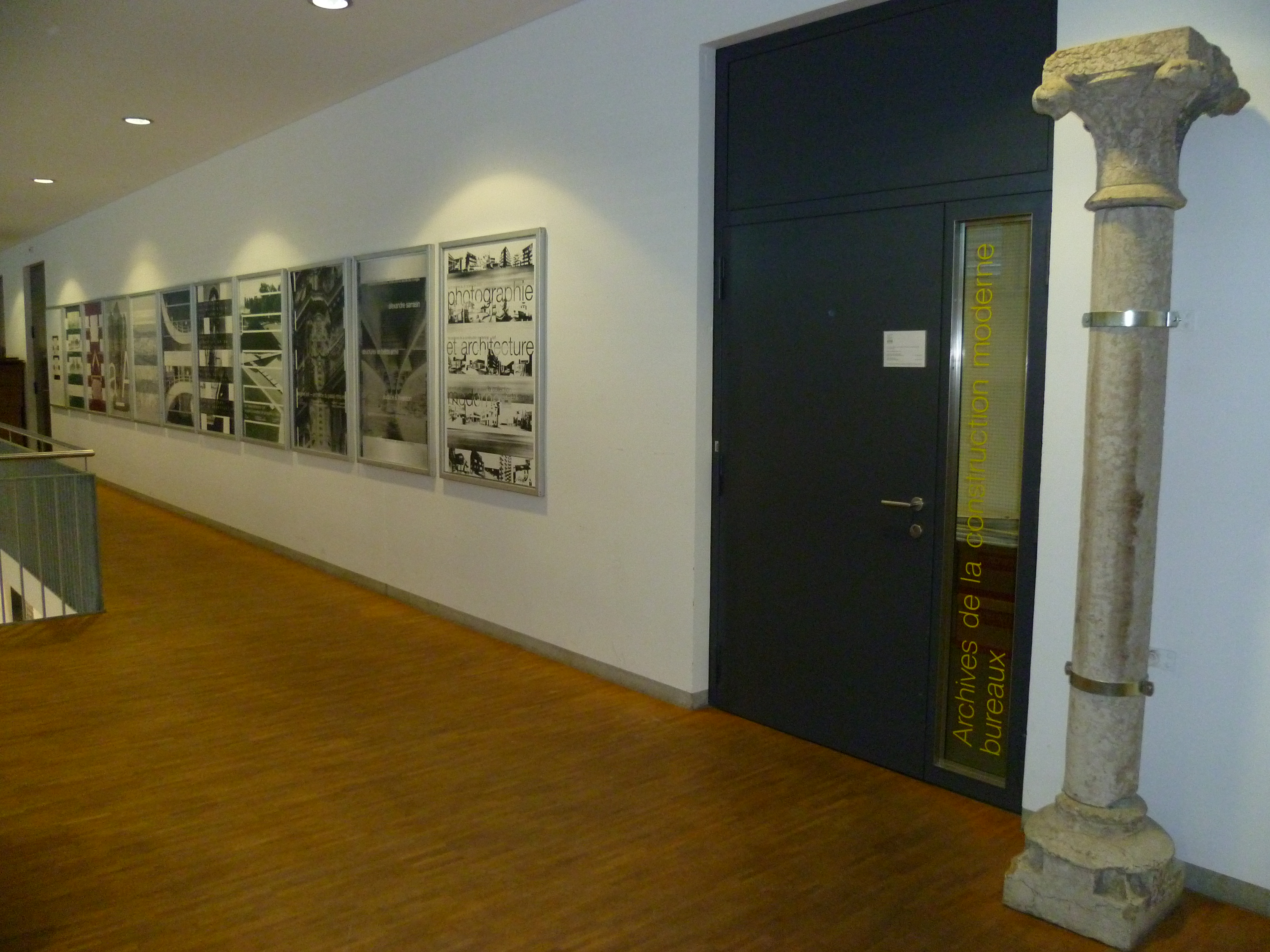

## Geschichte
Das Architekturarchiv entstand 1988 als Teil des Instituts für Theorie und Geschichte der Architektur der EPFL. Es erhielt den Auftrag, die Entwicklung des Bauwesens, der Architektur und der Siedlungsentwicklung in der Schweiz während der jüngeren Zeit zu erforschen.
Das Archiv umfasst mehr als 200 Bestände von Architektur- und Ingenieurbüros, Fachvereinen, Architekturfotografen, Hochschullehrern und Bauunternehmen. Zum archivierten Material gehören auch Architekturmodelle und Fotografien moderner Bauwerke. Eine Auswahl aus dem Archivbestand ist online über die Inventarplattform Morphé zugänglich.
Es führt eine Fachbibliothek für Architekturgeschichte.

## Bedeutende Architektennachlässe
- Gilles Barbey
- Brera und Waltenspühl (Georges Brera und Paul Waltenspühl)
- Frédéric Brugger
- Jeanne Bueche
- Adolf Bühler
- Alberto Camenzind: Expo 64
- Tita Carloni: Expo 64
- Jack Cornaz
- Henry Correvon
- Jean Pierre Daxelhofer
- Fernand Dumas
- Franz Füeg
- André Gaillard
- Georges Jacques Haefeli
- Denis Honegger
- Jean Marc Lamunière
- Eduard Lanz
- Alphonse Laverrière
- Robert Maillart
- Paul Morisod
- Alexandre Sarrasin
- Alberto Sartoris
- Max Schlup
- Martin Steinmann
- Charles Thévenaz
- Jean Tschumi
- Henri Robert Von der Mühll
- Heidi Wenger und Peter Wenger
- Jakob Zweifel